# Сидни Чапман
Сидни Чапман (на английски: Sydney Chapman) е английски математик и геофизик.

## Биография
Роден е на 29 януари 1888 година в Екълс край Манчестър. През 1908 година завършва инженерство и математика в Манчестърския университет „Виктория“, а през 1910 година – Кеймбриджкия университет. Работи в Гринуичката обсерватория (1910 – 1914), Кеймбриджкия (1914 – 1919) и Манчестърския университет (1919 – 1924),
Имперския колеж – Лондон (1924 – 1946) и Оксфордския университет (1946 – 1953). Изследванията му в областите на кинетичната теория на газовете, слънчево-земната физика и озоновия слой оказват силно влияние върху науката през следващите десетилетия.
Сидни Чапман умира на 16 юни 1970 година в Боулдър.